# Günter Rinnhofer

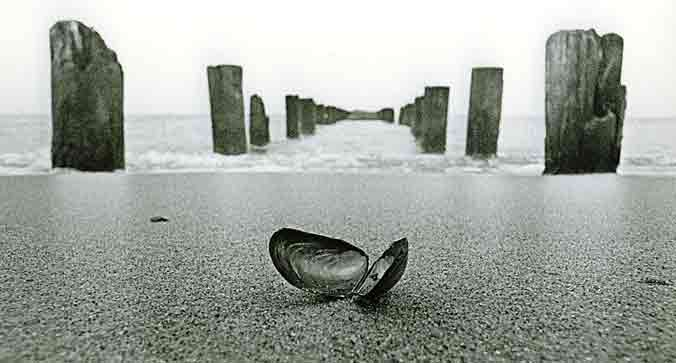
Mušle

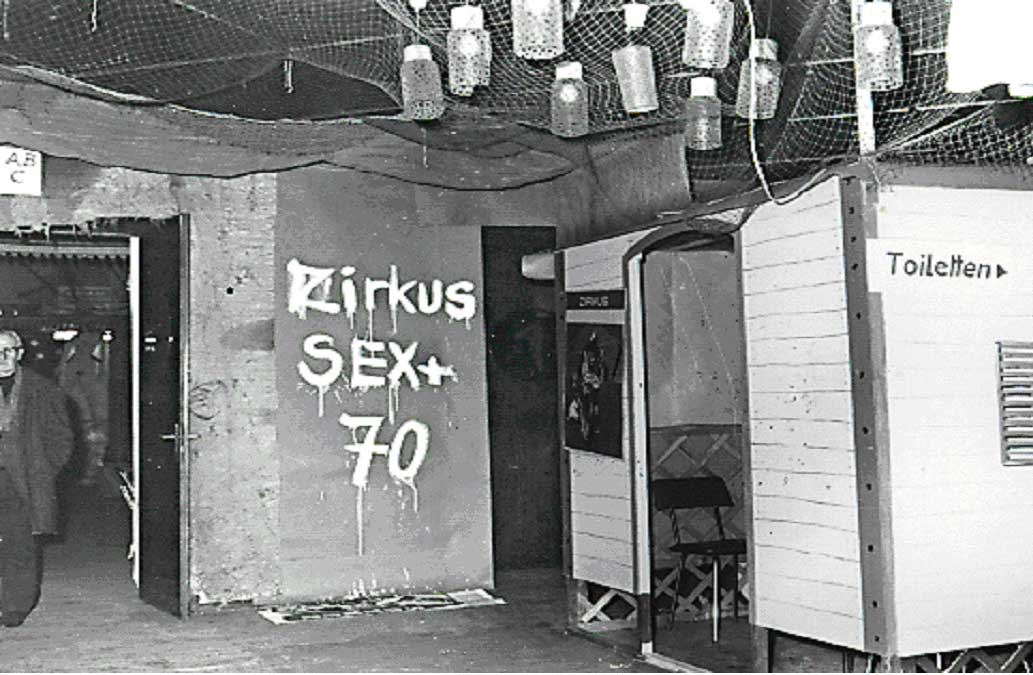
Eberswalder Faschingstage, Eberswalde, 1970

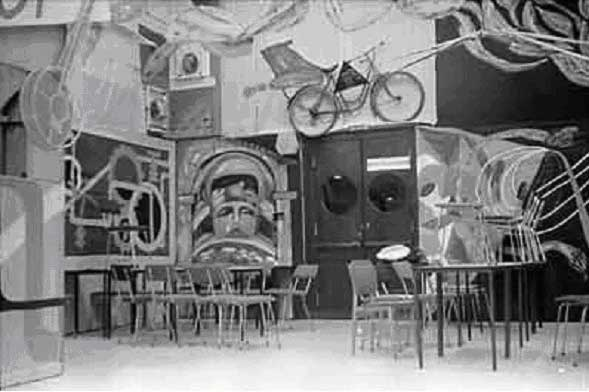
Eberswalder Faschingstage, 1982

Günter Rinnhofer (* 1945 Chemnitz) je současný německý fotograf na volné noze.

## Život a dílo
Od počátku 60. let působil jako lektor entomologie v Eberswalde, kde žije dodnes. Od roku 1984 působí jako nezávislý fotograf a fotožurnalista.
Jeho snímky se pravidelně objevovaly v popuárních časopisech Fotokino-Magazin a Fotografie tehdejší NDR. Přispěl svými díly do mnoha knih a publikací, sám publikoval dvě knihy. Specializuje se fotografování divoké zvěře a přírodu fotografie, zejména záběry hmyzu a ptáků. Fotografie krajiny v okolí jeho domova Eberswalde jsou součástí priorit jeho fotografické tvorby. Kromě toho se zabývá fotografií aktu. Známý je jeho citát: „Fotografie aktu je dobrá tehdy, když ji modelka ukáže na babiččině narozeninové párty u kafe a divákům se líbí.“.
Měl výstavy v Berlíně, Chemnitzu, polském Gorzówě, Plauen/Vogtland, Frankfurt (Oder), Prerow/Darß a spolupodílel se na výstavách FIAP v Německu, Španělsku, Polsku, Maďarsku a Sovětském svazu. Za svá díla také obdržel četná ocenění. Jeho mezinárodně nejznámější a nejúspěšnější fotografie Mušle získala několik mezinárodních ocenění.
Jeho fotografický archiv obsahuje více než 30 000 diapozitivů a negativů.
Pracuje jako "řemeslník staré školy", pouze s klasickými fotoaparáty, jen zřídka používá elektronické fotoaparáty (pro vnitřní měření světla).

## Citáty
Výběr citátů:
- "Pracuji výhradně s klasikou a retušuji ještě štětcem."
- "Zrnitý film není deficit, ale tvůrčí prostředek, absolutní ostrost není vždy potřeba."
- "Obraz nevzniká ve složitém fotoaparátu, ale v oku fotografa."

## Díla
- Hans Preuß, Horst Hering (Hrsg.): In der Schorfheide. Streifzüge zwischen Havel und Grimnitzsee, Bildband. S fotografiemi mj. Günter Rinnhofer, Brockhaus-Verlag, Leipzig, 1975
- In Eigenverlag gab er seit 1991 ca. 350 Bildpostkarten heraus (Stand 2007).
- Rinnhofer / Rohlfien: Eberswalde, Wartberg-Verlag
- Rinnhofer / Rohlfien: Eberswalde (Gestern und heute – eine Gegenüberstellung), Wartberg-Verlag

## Entomologické svazky
- Beiträge zur Insektenfauna der DDR, Leipdoptera - Nymphuliane, Schoenobiiane, Acentropidae, Institut für Pflanzenschutzforschung Eberswalde, 1988.
- Beiträge zur Insektenfauna der DDR, Lepidoptera - Pyralidae, Institut für Pflanzenschutzforschung Eberswalde, 1975.
- G. R. s Güntherem Petersenem, Gerritem Friesem: Beiträge zur Insektenfauna der DDR, Lepidoptera - Crambidae, Institut für Pflanzenschutzforschung Eberswalde, 1973.
- Der Berghänfling, Carduelis flavirostris (L.), im Bezirk Karl-Marx-Stadt, in: Gerald Urban: David Frenzel, sächsischer Edelgestein-Inspektor zu Chemnitz, Museum für Naturkunde, Karl-Marx-Stadt, 1970.
- Die Ohrenlerche, Eremophila alpestris (L.) im Bezirk Karl-Marx-Stadt, in: Erich Kleinsteuber: Faunistisch-ökologische Untersuchungen an Coleopteren eines Hochmoores im oberen Westerzgebirge, Museum für Naturkunde, Karl-Marx-Stadt, 1969
- G. R. s Jensem Möllerem: Zu Naturausstattung und Entwicklungsmöglichkeiten des ehemaligen Truppenübungsplatzes Trampe bei Eberswalde., in: Landesanstalt für Großschutzgebiete Brandenburg; Senatsverwaltung für Stadtentwicklung Berlin (Hrsg.): Biotop- und Artenschutz im Naturpark Barnim (Barnim Report I) 2002, ISSN 0942-9328.